# كراتشي لبناء السفن والأعمال الهندسية
شركة كراتشي لبناء السفن والأعمال الهندسية (KS&EW Ltd.) أحد المقاولين الرئيسيين في مجال الدفاع وشركة بناء السفن التي تقع في المنطقة الصناعية غرب وارف في كراتشي، السند في باكستان.
تملكها بالكامل وزارة الإنتاج الحربي التابعة للبحرية الباكستانية. نظرًا لأن البحرية الباكستانية هي العميل الرئيسي لها، فإن شركة كراتشي لبناء السفن والأعمال الهندسية المحدودة لديها أيضًا عقود مع شركة شحن باكستان الوطنية وصندوق ميناء كراتشي وهيئة ميناء قاسم ولمجموعة واسعة من العملاء في القطاع الخاص في باكستان.
العضو المنتدب الحالي لـ شركة كراتشي لبناء السفن والأعمال الهندسية هو الأدميرال سلمان إلياس. حصلت شركة كراتشي لبناء السفن والأعمال الهندسية على شهادة أيزو 9001 في عام 2000.